# M/S Viking Star
 M/S Viking Star är ett norskt passagerarfartyg, som trafikeras av Viking Ocean Cruises.
M/S Viking Sky byggdes 2013–2015 av Fincantieri S.p.a. i Marghera i Italien för Viking Ocean Cruises som det första i rad av systerfartyg i Viking Star-klassen. Hon har följts av M/S Viking Sea, M/S Viking Sky, M/S Viking Sun,  M/S Viking Orion och M/S Viking Jupiter.
M/S Viking Star ritades av SMC Design i London i Storbritannie,n med Rottet Studio i Los Angeles ansvarig för interiören.

## Motorhaveri för systerfartyg i mars 2019
Systerfartyget M/S Viking Sky råkade i en storm omedelbart utanför den norska västkusten i Hustadvika i mars 2019 ut för ett totalt motorhaveri med stopp i alla fyra motorerna samtidigt och var nära att förlisa. Enligt norska Sjøfartsdirektoratets preliminära utredning, offentliggjord den 27 mars 2019, var orsaken ett för lågt oljetryck, vilket utlöst automatisk avstängning av motorerna.